# SN 2011db
SN 2011db – supernowa typu II odkryta 12 maja 2011 roku w galaktyce M+03-35-27. W momencie odkrycia miała maksymalną jasność 17,40m.